# چترا
چترا (به انگلیسی: Chatra) یک منطقهٔ مسکونی در هند است که در بخش چاترا واقع شده‌است. چترا ۱۶ کیلومتر مربع مساحت و ۴۹٬۹۸۵ نفر جمعیت دارد.